# Drebach
Drebach è un comune di 3.418 abitanti della Sassonia, in Germania.

Appartiene al circondario dei Monti Metalliferi (targa ERZ).